# 토머스 미들턴

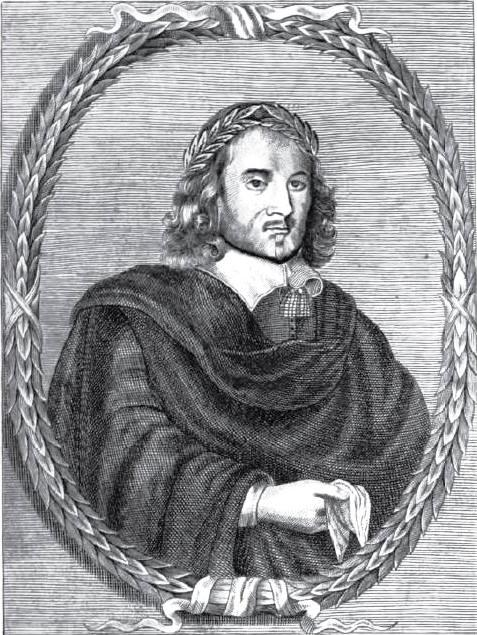

토머스 미들턴(Thomas Middleton, 1580년 4월 18일 ∼ 1627년 7월)은 잉글랜드의 시인이다.

## 생애
윌리엄 미들턴과 앤 스노우 사이에서 태어나 1580년 4월 18일에 런던에서 세례를 받았다. 토머스 미들턴은 당시의 소년들이 그러했듯이 7세 아니면 9세부터 문법학교에 다니게 된다. 어느 문법학교에 다녔는지는 알 수가 없으나 그는 여기서 라틴어를 비롯한 인문학을 공부하게 된다. 당시의 학교 규율은 엄격했고 공부는 과중했는데 미들턴은 문법학교를 다니는 동안 다양한 장르의 작품을 쓰는 습작 과정을 거치게 된다. 당시의 문법학교에서는 네덜란드의 인문학자 에라스무스가 제안한 교육 과정을 공부했다. 즉 당시의 학생들은 원칙, 예시, 모방, 창작의 순서대로 학습했다. 미들턴은 이처럼 고전 작품을 읽고 이를 모방해 나름대로 창작하는 훈련을 받았다. 미들턴은 18세가 되는 1598년에 옥스퍼드에 입학한다. 당시에는 일반적으로 18세 나이에 옥스퍼드나 케임브리지에서 대학 과정을 공부했다. 그는 옥스퍼드대학교의 퀸즈칼리지에 소속되었는데 고전 전통과 기독교 전통을 접하게 된다. 하지만 그는 옥스퍼드대학을 졸업하지 못하고 중퇴하게 된다. 미들턴은 견습 작가로 극작을 시작해 선배 작가들과 같이 작품을 쓰게 된다. 선배 작가들의 작품을 확대하거나 축소하는 일을 맡았는데 이것이 미들턴이 작품을 공저하게 되는 계기가 되었다. 당시 셰익스피어는 배우이자 극장주로서 자신이 속해 있었던 왕립극단이나 시종장 극단을 위해 작품을 쓴 반면 미들턴은 프리랜서였다. 그는 작품을 공저해서 극단에 돈을 받고 팔았다. 초기에는 데커와 공동 작업을 한다. 두 극작가 사이에서 태어난 작품이 ≪인내심 많은 남자와 순결한 창녀≫와 ≪왈가닥 여자≫다. 미들턴은 극작가로서 성공을 거두었을 뿐만 아니라 런던 시의 역사가로 임명된다. 미들턴은 1627년 6월 30일 서거하고 성 마리아 성당에 묻힌다. T. S. 엘리엇과 같은 20세기 비평가들은 미들턴의 작품을 영국 르네상스 문학의 정전에 포함시켰고 이로 인해 그는 셰익스피어에 버금가는 극작가로 인정받게 된다.